# León Viejo
León Viejo ist eine von den Spaniern erbaute kolonialzeitliche Ruinenstadt in Nicaragua und gehört seit dem Jahr 2000 zum UNESCO-Weltkulturerbe. Die Ruinenstadt vermittelt einen authentischen Eindruck einer frühen spanischen Siedlung in Mittelamerika.

## Geschichte
Das alte León wurde im Jahr 1524 durch Francisco Hernández de Córdoba gegründet und war seit 1531 Bischofssitz. In ihrer Blütezeit im 16. Jahrhundert hatte sie wahrscheinlich mehr als 5000 Einwohner. Der Bischof Fray Antonio de Valdivieso, der sich durch sein humanitäres Engagement hervortat, wurde im Jahr 1551 auf Geheiß des in Panama residierenden Gouverneurs Pedro Arias Dávila ermordet. Das Verbrechen ließ in der Bevölkerung die Überzeugung reifen, dass die Stadt eines Tages für ihre Sünden würde büßen müssen. Diese Befürchtungen bewahrheiteten sich 60 Jahre später, denn ein Erdbeben und der Vulkanausbruch des Momotombo legten im Jahr 1609 die Stadt in Schutt und Asche. Die Menschen verließen den Ort und siedelten sich etwa 30 km (Luftlinie) weiter westlich in der neuen Stadt León wieder an. Die Katastrophe erwies sich als archäologischer Glücksfall, denn die bauliche Struktur der Stadt blieb auf diese Weise erhalten.

## Ausgrabungen
Die Stadt wurde erst in den 1960er Jahren wiederentdeckt; im Jahr 1968 begannen die archäologischen Grabungsarbeiten. Dabei stellte sich heraus, dass der Siedlung ein Schachbrettmuster zugrunde lag. Bislang wurden die Grundmauern der alten Kathedrale, des Gouverneurspalastes und eines Klosters freigelegt. Die meisten übrigen Bauten dürften aus Holz errichtet worden sein.